# Burke Museum
Das Burke Museum of Natural History and Culture ist ein naturhistorisches und völkerkundliches Museum auf dem Campus der University of Washington in Seattle, Washington in den Vereinigten Staaten, das im Jahre 1899 gegründet wurde. Es ist das einzige größere naturhistorische Museum im Pazifischen Nordwesten der Vereinigten Staaten und das älteste Museum im Bundesstaat Washington. Seine Sammlung umfasst über 12 Millionen Artefakte und Präparate, darunter Totempfähle und Dinosaurier-Fossilien. Die Objekte in seiner Sammlung stammen primär aus dem Gebiet des Staates Washington.

## Geschichte
Das Museum kann auf die Young Naturalists' Society zurückgeführt werden, einen naturkundlichen Verein, der in den frühen 1880er Jahren gegründet wurde. Dieser Verein hatte Kontakte mit Professor Orson Bennet Johnson von der Washington Territorial University, aus der später die University of Washington hervorging. Johnson gab dem Verein professionelle Strukturen und half den Mitgliedern bei ihren Aktivitäten, darunter der Sammlung und Lagerung von Artefakten. Er plädierte auch dafür, die so entstandene Sammlung der Öffentlichkeit zugänglich zu machen und erreichte, dass die Universität dafür Räumlichkeiten auf dem Campus zur Verfügung stellte. 
Das erste Museumsgebäude musste geräumt werden, als die Universität ihren Campus in den Norden der Stadt Seattle verlegte. Die Mitglieder des Vereins errichteten auf dem neuen Campus ein provisorisches Gebäude, das 1899 vom staatlichen Parlament zum Washington State Museum erklärt wurde. Die Young Naturalists' Society wurde 1904 aufgelöst.
Das aktuelle Gebäude des Museums wurde 1963 nach Plänen von James Chiarelli erbaut. Der Bau wurde zum Teil von der National Science Foundation finanziert und daneben auch von Geldern aus dem Nachlass von Thomas Burke (1849–1925) unterstützt, dem zu Ehren der Name des Museums in Burke Museum abgeändert wurde.

## Sammlungen
Das Museum ist unterteilt in eine anthropologische, eine biologische und eine geologische Abteilung. Erwähnenswert sind unter anderem:
- Die weltweit größte Sammlung von präparierten Vogelflügeln.[2]
- Die weltweit zweitgrößte Sammlung von gefrorenem Vogelgewebe für genetische Forschungen.[2]
- Der Kennewick-Mann, ein umstrittener Fund, der nicht zu anderen prähistorischen menschlichen Überresten aus derselben Gegend passt.[3]
- Die fünftgrößte Sammlung von Artefakten der Küsten-Salish, der Binnen-Salish und der Ureinwohner Alaskas in den Vereinigten Staaten.[4]
- Die viertgrößte ichtyologische Sammlung westlich des Mississippi.[5]
- Über eine Million archäologische Artefakte aus dem Staat Washington.[6]

## Ausstellungen

### Dauerausstellungen
Das Museum zeigt drei Dauerausstellungen: Life and Times of Washington State ist eine naturgeschichtliche Ausstellung, die die Evolution von Lebewesen auf dem Gebiet des heutigen Staates Washington über 545 Millionen Jahre darstellt. Darin enthalten sind unter anderem ein Skelettabguss eines Allosaurus und Fossilien eines Riesenfaultiers. Pacific Voices ist eine völkerkundliche Ausstellung über verschiedene Völker der Pazifikküste unter besonderer Berücksichtigung der Küsten-Salish. Treasures of the Burke Schließlich zeigt einige der beliebtesten Objekte aus den Sammlungen des Museums.

### Wechselausstellungen
Das  Museum beherbergt neben seinen drei Dauerausstellungen auch Wechselausstellungen sowohl aus seiner eigenen Sammlung als auch aus anderen Museen. Auch Wanderausstellungen sind regelmäßig zu sehen.

## Verwaltung
Das Museum wird vom College of Arts and Sciences der University of Washington verwaltet. Die Mitglieder des Kuratoriums werden vom Board of Regents der Universität gewählt. Daneben existiert die Burke Museum Association, deren Board of Trustees in Zusammenarbeit mit dem Advisory Council für die Public Relations des Museums verantwortlich ist. Das Museum verfügt über ein jährliches Budget von 3,5 Millionen US-Dollar, das sich aus staatlichen Beiträgen, privaten Spenden und dem Verkauf von Eintrittskarten zusammensetzt.